# Happencourt
Happencourt település Franciaországban, Aisne megyében. Lakosainak száma 176 fő (2022. január 1.). Happencourt Artemps, Fluquières, Roupy, Seraucourt-le-Grand és Tugny-et-Pont községekkel határos.

## Népesség
A település népességének változása:
| Lakosok száma | 201  | 143  | 167  | 160  | 146  | 139  | 133  | 130  | 146  | 176  |
|               | 1968 | 1982 | 1990 | 2006 | 2013 | 2015 | 2017 | 2019 | 2020 | 2022 |